# حسن إبراهيم الحايكي
حسن إبراهيم الحايكي (16 ديسمبر 1993) لاعب كرة قدم بحريني يلعب حاليا لصالح نادي الدرجة الأولى الحالة البحريني في مركز المهاجم من 2011.